# Saint-Georges-de-Montaigu
Saint-Georges-de-Montaigu ist eine Ortschaft und eine ehemalige französische Gemeinde mit 4.400 Einwohnern (Stand: 1. Januar 2022) im Département Vendée in der Region Pays de la Loire. Sie gehörte zum Arrondissement La Roche-sur-Yon und zum Kanton Montaigu. Die Einwohner werden Georgois genannt.
Mit Wirkung vom 1. Januar 2019 wurden die ehemaligen Gemeinden Boufféré, La Guyonnière, Montaigu, Saint-Georges-de-Montaigu und Saint-Hilaire-de-Loulay zur Commune nouvelle Montaigu-Vendée zusammengeschlossen und haben in der neuen Gemeinde den Status einer Commune déléguée. Der Verwaltungssitz befindet sich im Ort Montaigu.

## Geographie
Saint-Georges-de-Montaigu liegt am Fluss Maine, in den hier die Petite Maine mündet. Umgeben wird Saint-Georges-de-Montaigu von den Ortschaften Montaigu im Norden, La Guyonnière im Nordosten, La Boissière-de-Montaigu im Osten, Chavagnes-en-Paillers im Süden und Südosten, Les Brouzils im Süden und im Südwesten sowie Boufféré im Westen und Nordwesten.
Durch die Gemeinde führt die frühere Route nationale 137. Der kleine Flugplatz Montaigu-Saint-Georges liegt am westlichen Gemeinderand.

## Bevölkerungsentwicklung
| Jahr      | 1962  | 1968  | 1975  | 1982  | 1990  | 1999  | 2006  | 2011  |
| Einwohner | 1.886 | 1.912 | 2.072 | 2.417 | 2.769 | 3.176 | 3.687 | 4.014 |

## Sehenswürdigkeiten
- Kirche Saint-Georges
- Fischerhäuser am Fluss
- Brücke von Boisseau (Monument historique)